# Cléry-Saint-André
Cléry-Saint-André [kleʁi sɛ̃t‿ɑ̃dʁe] ist eine französische Kleinstadt mit 3540 Einwohnern (Stand 1. Januar 2022) im Département Loiret in der Region Centre-Val de Loire. Sie gehört zum Arrondissement Orléans und zum Kanton Beaugency.

## Lage
Die Gemeinde Cléry-Saint-André liegt am Fluss Ardoux, kurz vor dessen Mündung in die Loire, 15 Kilometer südwestlich von Orléans. Cléry ist mit namensgebend für das Weinbaugebiet Orléans Cléry.

## Geschichte
Erste Erwähnung des Ortes als „Clariacus vicus“ Mitte des 6. Jahrhunderts.
In Cléry wurden König Ludwig XI. und seine zweite Ehefrau Charlotte von Savoyen, beide starben 1483, bestattet.
Die Pfarre und später eigenständige Gemeinde Saint-André wurde während der Revolution absorbiert. 1918 wurde Cléry in Cléry-Saint-André umbenannt.

## Bevölkerungsentwicklung
| Jahr                       | 1962 | 1968 | 1975 | 1982 | 1990 | 1999 | 2006 | 2014 | 2022 |
| -------------------------- | ---- | ---- | ---- | ---- | ---- | ---- | ---- | ---- | ---- |
| Einwohner                  | 1829 | 1854 | 2019 | 2232 | 2506 | 2718 | 3005 | 3373 | 3540 |
| Quellen: Cassini und INSEE |      |      |      |      |      |      |      |      |      |

## Sehenswürdigkeiten
- Basilika Notre-Dame de Cléry (14./15. Jahrhundert) mit dem Grabmal Ludwigs XI., dessen Original zerstört und 1622 ersetzt wurde.
- Schloss L'Émérillon
- Schloss Mardereau
- Schloss Les Élus

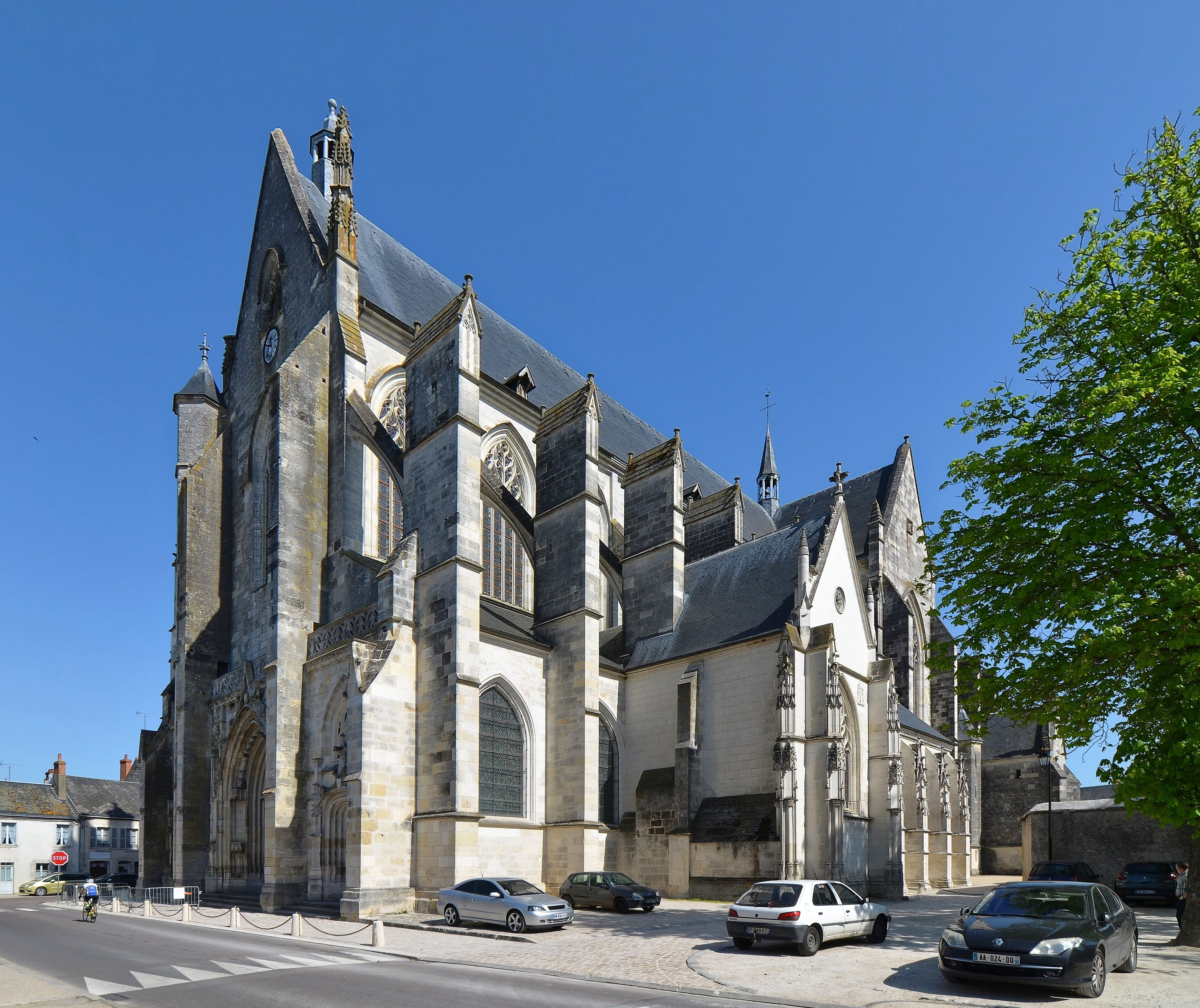
Basilika Notre-Dame de Cléry
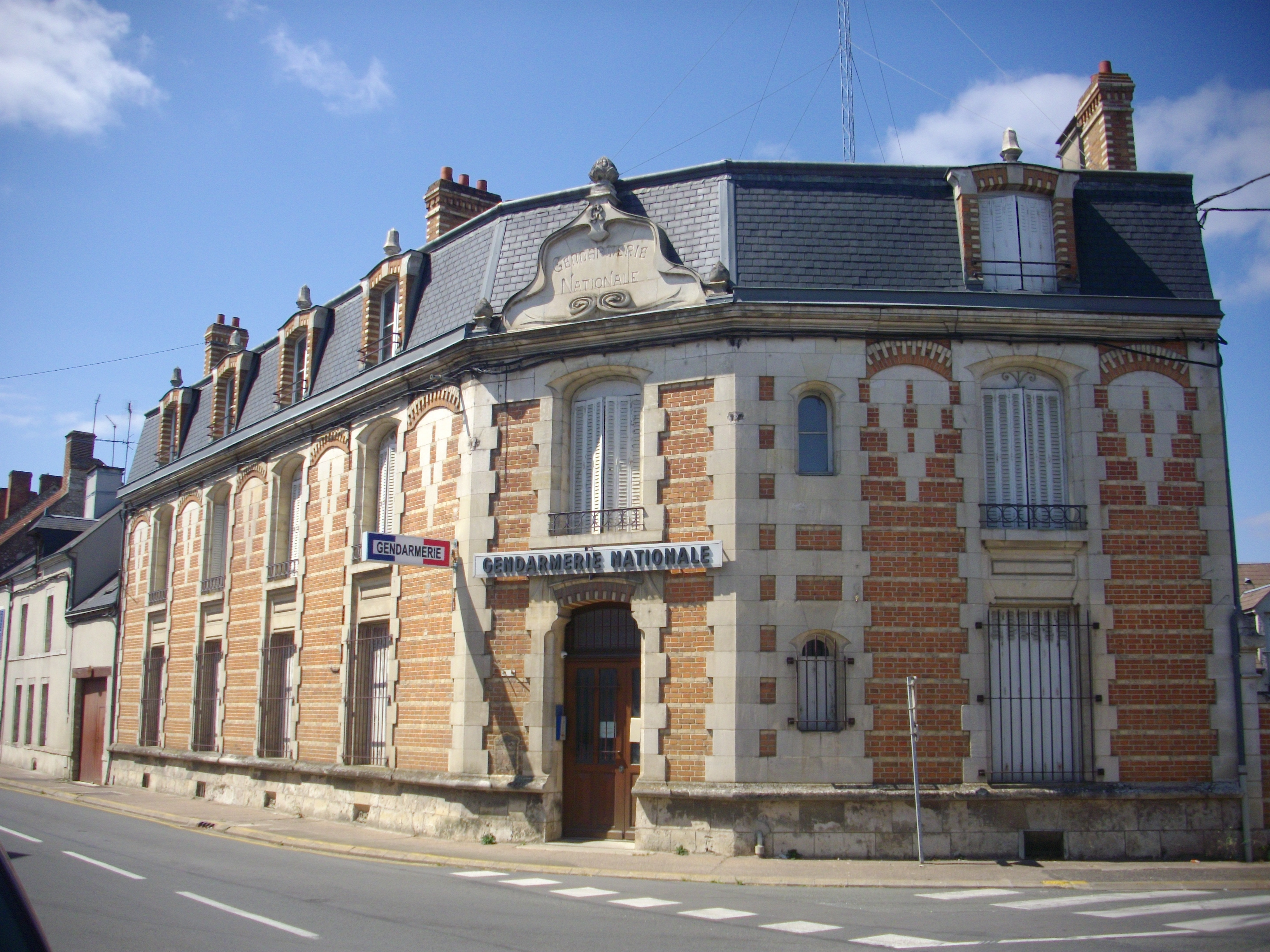
Gendarmerie